# Joan Forteza Bennàsar
Joan Forteza Bennàsar, nascut al Port de Pollença l'11 d'abril de 1934, és un exfutbolista que va ser durant deu anys jugador del Reial Club Deportiu Mallorca. Jugava de migcampista i una de les seves virtuts era el seu olfacte golejador.
Forteza va entrar en la història del RCD Mallorca en realitzar el primer gol de l'equip a la Primera Divisió l'any 1960. Actualment (2010), és el president de l'Associació de Veterans del club mallorquí.

## Trajectòria
Inicia la seva marxa futbolística als 15 anys en el Pollença i tres anys més tard fitxa pel Constància, aleshores un dels equips més punters de les Illes, on comparteix vestidor amb grans jugadors. La seva qualitat no passa desapercebuda i amb l'arribada a la presidència de Jaume Roselló Pascual, fitxa pel conjunt vermellenc. En la seva primera temporada el Mallorca queda campió de Tercera Divisió, però l'anhelat ascens a Segona es veu truncat per l'eliminació amb l'Alcoià a la lligueta d'ascens. La història es repeteix l'any següent amb l'Elx CF.
Després d'una altra gran decepció, Rosselló pren mesures dràstiques i decideix prescindir de tota la plantilla i l'entrenador a excepció de Forteza i Magí. Fitxa Juan Carlos Lorenzo com a entrenador i a jugadors de gran qualitat. En acabar la campanya, el Mallorca queda campió i aconsegueix el desitjat ascens a Segona. La temporada següent, el migcampista contribueix de forma notable al fet que el Mallorca aconsegueixi, per primera vegada en la seva història, la primera divisió després de la victòria contra el Llevant, partit que no va poder disputar per lesió. En aquella campanya queda com a màxim golejador de l'equip.
Jugador amb bona tècnica, gran golejador tot i jugar de migcampista, diversos dels seus gols van ser decisius, va ser peça bàsica i titular indiscutible del Reial Mallorca, que va gaudir de la glòria de dos ascens i que també va patir la pena dels descens.
La temporada 1965-1966 perd la titularitat i decideix acabar la seva carrera esportiva a la UE Lleida després d'una bona oferta. El 1967 i a l'edat de 33 anys, penja les botes. Actualment exerceix de president de l'Associació de Veterans del RCD Mallorca.

## Primer gol a Primera divisió
El centrecampista mallorquí Joan Forteza va entrar a la història del RCD Mallorca després de marcar el primer gol a primera divisió. Ho aconseguí el 18 de setembre de 1960, a l'Estadi Lluís Sitjar.
El Mallorca jugava aquella tarda contra el Racing de Santander. Minuts després de l'inici de la trobada, Joan Forteza va aconseguir rematar de cap una centrada de l'altre mallorquí Julián Mir, la pilota va acabar al fons de la xarxa i aconseguí així entrar a la llista dels jugadors il·lustres de la institució balear. Finalment l'equip local va aconseguir la victòria en superar l'equip càntabre per 2-1.